# Юлска революция (1830)
Френската революция от 1830 година, известна също като Юлска революция, е въстание против действалата монархия във Франция.
В резултат от революцията е детрониран крал Шарл X, представител на Бурбонската династия, и на негово място се възкачва братовчед му Луи-Филип, Орлеански херцог, който след 18 несигурни години на престола също е свален.
Бележи се преходът от конституционната монархия, от Бурбонската реставрация към Юлската монархия, властта преминава от Бурбоните към Орлеаните.
Впоследствие майоратът е заменен постепенно с господство на народните маси. Поддръжниците на Бурбоните започват да се наричат легитимисти, а тези на Луи-Филип – орлеанисти.